# Абрахамс, Джералд
Джералд Абрахамс (англ. Gerald Abrahams, 15 апреля 1907 — 15 марта 1980) — британский шахматист (мастер), шахматный композитор, специалист по карточным играм, политический деятель, адвокат, историк и философ

.

## Политическая карьера
Абрахамс состоял в Либеральной партии Великобритании на протяжении почти 40 лет (с начала 1920-х гг.). В это время Либеральная партия ещё не имела широкой популярности. Абрахамс неоднократно выдвигался на выборах различного уровня в округе Шеффилд Халлам. Лучший результат — 7,7 % на выборах 1945 г.

## Карьера юриста
Абрахамс был адвокатом категории барристер. На протяжении многих лет владел адвокатской конторой, которая после его смерти перешла вдове. Абрахамс написал ряд книг по философии права. Из других его юридических работ наиболее известно расследование убийства Джулии Уоллес, совершённого её мужем в 1931 г. в Ливерпуле. В качестве алиби Уильям Герберт Уоллес использовал версию с посещением шахматного клуба.

## Шахматная карьера
На протяжении многих лет Абрахамс входил в число сильнейших шахматистов-любителей Великобритании. Он научился играть в возрасте 14 лет и первоначально занимался шахматной композицией.
Наивысших успехов Абрахамс добился в чемпионатах Великобритании 1933 и 1946 гг., когда он завоевал бронзовые медали.
В 1946 г. Абрахамс участвовал в радиоматче СССР — Великобритания и на 10-й доске набрал 1½ из 2 против гроссмейстера В. В. Рагозина.
Независимо от Д. Нотебоома Абрахамс разработал систему в славянской защите: 1. d4 d5 2. c4 c6 3. Кc3 e6 4. Кf3 dc 5. e3 b5 6. a4 Bb4 7. Сd2 a5 8. ab B:c3 9. С:c3 cb 10. b3 Сb7 (ECO D31). Он применил эту систему в 1925 г. в матче Оксфорд — Лондон.
Абрахамс был сильным игроком вслепую. Например, в 1934 г. в Белфасте он дал сеанс на 4 досках сильным ирландским игрокам и одержал 2 победы при 2 ничьих.
В 1946 г. Абрахамс выиграл организованный Г. Френкелем конкурс на лучший перевод термина цугцванг на английский язык (предложение Абрахамса — movebound).

## Спортивные результаты
| Год         | Город       | Соревнование                                                        | + | −  | = | Результат | Место |
| ----------- | ----------- | ------------------------------------------------------------------- | - | -- | - | --------- | ----- |
| 1930        | Кентербери  | Международный турнир                                                | 3 | 4  | 0 | 3 из 7    | 6     |
| 1933        | Гастингс    | Чемпионат Великобритании                                            |   |    |   |           | 3     |
| 1939        | Борнмут     | Международный турнир                                                | 1 | 10 | 0 | 1 из 11   | 12    |
| 1946        |             | Радиоматч СССР — Великобритания (10-я доска, против В. В. Рагозина) | 1 | 0  | 1 | 1½ из 2   |       |
|             | Лондон      | Международный турнир (группа B)                                     | 6 | 4  | 1 | 6½ из 11  | 4—6   |
|             | Ноттингем   | Чемпионат Великобритании                                            | 6 | 4  | 1 | 6½ из 11  | 3—4   |
| 1946 / 1947 | Гастингс    | Международный турнир                                                | 3 | 3  | 3 | 4½ из 9   | 5     |
| 1947        |             | Радиоматч Великобритания — Австралия (против Г. Класса)             | 0 | 0  | 1 | ½ из 1    |       |
|             | Гаага       | Матч Нидерланды — Великобритания (против Н. Кортлевера)             | 0 | 2  | 0 | 0 из 2    |       |
|             | Лондон      | Матч Великобритания — СССР (против Д. И. Бронштейна)                | 0 | 2  | 0 | 0 из 2    |       |
|             | Лондон      | Матч Великобритания — Чехословакия (против Ф. Зиты)                 | 0 | 2  | 0 | 0 из 2    |       |
| 1948        | Бад-Гаштайн | Международный турнир                                                | 7 | 10 | 2 | 8 из 19   | 13—15 |
| 1951 / 1952 | Гастингс    | Международный турнир                                                | 1 | 4  | 4 | 3 из 9    | 8—10  |
| 1953        | Гастингс    | Чемпионат Великобритании                                            | 4 | 3  | 4 | 6 из 11   | 8—14  |
| 1954        | Ноттингем   | Чемпионат Великобритании                                            |   |    |   |           |       |
| 1955        | Эберисуит   | Чемпионат Великобритании                                            |   |    |   |           |       |
| 1957        | Плимут      | Чемпионат Великобритании                                            |   |    |   |           |       |
| 1962        | Уитби       | Чемпионат Великобритании                                            |   |    |   | 6 из 11   | 11—16 |
| 1963        | Бат         | Чемпионат Великобритании                                            |   |    |   | 5½ из 11  | 13—18 |

## Основные труды
Шахматы
- Teach yourself chess (1948)
- The chess mind (1951)
- Technique in chess (1961)
- Test your chess (1963)
- The handbook of chess (1965)
- The Pan book of chess (1965)
- Not only chess (1974)
- Brilliance in chess (1977)

Право и политика
- Law Affecting Police and Public (1938)
- Law Relating to Hire Purchase (1939)
- Ugly Angel (1940)
- Retribution (1941)
- Day of Reckoning (1943)
- World Turns Left (1943)
- Conscience Makes Heroes (1945)
- Lunatics and Lawyers (1951)
- Law for Writers and Journalists (1958)
- According to the Evidence (1958)
- The Legal Mind (1954)
- Police Questioning: The Judges' Rules (1964)
- Trade Unions and the Law (1968)
- Morality and the Law (1971)

Религиозная философия
- The Jewish Mind (1961)

История и география
- Let’s Look at Israel (1966)

Бридж
- Brains in Bridge (1962)